# Dallas Wings
Le Dallas Wings sono una delle squadre di pallacanestro che militano nella WNBA (Women's National Basketball Association), il campionato professionistico femminile degli Stati Uniti d'America.

## Storia della franchigia

### La nascita come Detroit Shock (1998-2009)
Le Shock sono state una dei primi expansion team della WNBA nel 1998. Le Shock portarono un mix di esordienti e veterane, ma si qualificarono per la postseason solo una volta nei primi cinque anni di esistenza. Le Shock passarono attraverso due allenatori (la Hall of Famer, Nancy Lieberman e Greg Williams) prima di assumere l'ex leggenda dei Detroit Pistons, Bill Laimbeer. Si diceva che le Shock avrebbero chiuso dopo la pessima stagione 2002. Laimbeer convinse i proprietari a mantenere la squadra per un altro anno, sicuro di poter cambiare le cose. Le Shock terminarono la stagione successiva con un record di 25-9 e sconfissero le Los Angeles Sparks, due volte campionesse in carica, nelle finali WNBA del 2003. Detroit divenne così la prima squadra nella storia del campionato a passare dall'ultimo posto di una stagione alle campionesse WNBA della stagione successiva.
Dopo un paio di stagioni in cui persero al primo turno dei playoff, le Detroit Shock tornarono al successo e parteciparono a tre finali consecutive dal 2006 al 2008. Vinsero il campionato WNBA nel 2006 contro le Sacramento Monarchs e nel 2008 contro le San Antonio Silver Stars, ma persero contro le Phoenix Mercury nel 2007.

### Tulsa Shock (2010-2015)
Tulsa era stata menzionata come possibile città futura per l'espansione della WNBA, ma gli sforzi non si sono concretizzati fino alla metà del 2009. Un comitato organizzativo composto da uomini d'affari e politici di Tulsa cominciò a impegnarsi per attirare una squadra di espansione. Inizialmente il gruppo ebbe una scadenza fissata al 1º settembre, ma la presidente della WNBA Donna Orender prorogò la scadenza a ottobre. Il gruppo di investitori assunse l'ex allenatore dell'Università dell'Arkansas, Nolan Richardson come potenziale direttore generale e allenatore della franchigia 
Il 15 ottobre 2009, la nuova franchigia presentò la richiesta ufficiale di adesione alla lega.
Il 20 ottobre 2009, la presidente della WNBA Donna Orender, i principali investitori Bill Cameron e David Box, il sindaco di Tulsa Kathy Taylor, il governatore dell'Oklahoma Brad Henry e l'allenatore Nolan Richardson parteciparono alla conferenza stampa di annuncio del trasferimento delle Detroit Shock a Tulsa. 
Il 23 gennaio 2010, la franchigia annunciò che la squadra non avrebbe cambiato nome, ma solo che i colori sarebbero diventati nero, rosso e oro.
Il 20 luglio 2015 il proprietario di maggioranza Bill Cameron annunciò il trasferimento della squadra a Dallas-Fort Worth.

### Dallas Wings (2016-oggi)
Il 23 luglio 2015, i proprietari della WNBA approvarono all'unanimità il trasferimento delle Tulsa Shock a Dallas-Fort Worth per giocare al College Park Center dell'Università del Texas ad Arlington. 
In una conferenza stampa al College Park Center il 2 novembre 2015, è stato annunciato che la squadra è stata rinominata Dallas Wings.

## Record stagione per stagione
| Disputa Playoff | Campione di Conference | Campione WNBA |

| Stagione      | V   | P   | %    | Playoff                                                                              | Risultato                                                                |
| ------------- | --- | --- | ---- | ------------------------------------------------------------------------------------ | ------------------------------------------------------------------------ |
| Detroit Shock |     |     |      |                                                                                      |                                                                          |
| 1998          | 17  | 13  | 56,7 |                                                                                      |                                                                          |
| 1999          | 15  | 17  | 46,9 | Perde le semifinali di Conference                                                    | Detroit 0, Charlotte 1                                                   |
| 2000          | 14  | 18  | 43,8 |                                                                                      |                                                                          |
| 2001          | 10  | 22  | 31,3 |                                                                                      |                                                                          |
| 2002          | 9   | 23  | 28,1 |                                                                                      |                                                                          |
| 2003          | 25  | 9   | 73,5 | Vince le semifinali di Conference Vince le finali di Conference Vince le WNBA Finals | Detroit 2, Cleveland 1 Detroit 2, Connecticut 0 Detroit 2, Los Angeles 1 |
| 2004          | 17  | 17  | 50,0 | Perde le semifinali di Conference                                                    | Detroit 1, New York 2                                                    |
| 2005          | 16  | 18  | 47,1 | Perde le semifinali di Conference                                                    | Detroit 0, Connecticut 2                                                 |
| 2006          | 23  | 11  | 67,6 | Vince le semifinali di Conference Vince le finali di Conference Vince le WNBA Finals | Detroit 2, Indiana 0 Detroit 2, Connecticut 1 Detroit 3, Sacramento 2    |
| 2007          | 24  | 10  | 70,6 | Vince le semifinali di Conference Vince le finali di Conference Perde le WNBA Finals | Detroit 2, New York 1 Detroit 2, Indiana 1 Detroit 2, Phoenix 3          |
| 2008          | 22  | 12  | 64,7 | Vince le semifinali di Conference Vince le finali di Conference Vince le WNBA Finals | Detroit 2, Indiana 1 Detroit 2, New York 1 Detroit 3, San Antonio 0      |
| 2009          | 18  | 16  | 52,9 | Vince le semifinali di Conference Perde le finali di Conference                      | Detroit 2, Atlanta 0 Detroit 1, Indiana 2                                |
| Tulsa Shock   |     |     |      |                                                                                      |                                                                          |
| 2010          | 6   | 28  | 17,6 |                                                                                      |                                                                          |
| 2011          | 3   | 31  | 8,8  |                                                                                      |                                                                          |
| 2012          | 9   | 25  | 26,5 |                                                                                      |                                                                          |
| 2013          | 11  | 23  | 32,4 |                                                                                      |                                                                          |
| 2014          | 12  | 22  | 35,3 |                                                                                      |                                                                          |
| 2015          | 18  | 16  | 52,9 | Perde le semifinali di Conference                                                    | Tulsa 0, Phoenix 2                                                       |
| Dallas Wings  |     |     |      |                                                                                      |                                                                          |
| 2016          | 11  | 23  | 32,4 |                                                                                      |                                                                          |
| 2017          | 16  | 18  | 47,0 | Perde il Primo Turno                                                                 | Dallas 0, Washington 1                                                   |
| 2018          | 15  | 19  | 44,1 | Perde il Primo Turno                                                                 | Dallas 0, Phoenix 1                                                      |
| 2019          | 10  | 24  | 29,4 |                                                                                      |                                                                          |
| 2020          | 8   | 14  | 36,4 |                                                                                      |                                                                          |
| 2021          | 14  | 18  | 43,8 | Perde il Primo Turno                                                                 | Dallas 0, Chicago Sky 1                                                  |
| Totale        | 343 | 447 | 43,4 | 4 Titoli di Conference                                                               | 4 Titoli di Conference                                                   |
| Play-off      | 30  | 23  | 56,6 | 3 Titoli WNBA                                                                        | 3 Titoli WNBA                                                            |

## Squadra attuale
| \| Pos. \| Num. \| Naz. \| Nome \| Altezza \| Peso \| Data nascita \| Provenienza \| \| ---- \| ---- \| ---- \| ------------------------ \| ------- \| ------ \| ------------ \| ------------------- \| \| AG \| 1 \| \| SMITH, NaLyssa \| 193 cm \| 83 kg \| 8-08-2000 \| Baylor \| \| AP \| 2 \| \| Hines-Allen, Myisha \| 188 cm \| 91 kg \| 30-05-1996 \| Louisville \| \| AP \| 4 \| \| Holmes, Joyner \| 190 cm \| 90 kg \| 22-02-1998 \| Texas Longhorns \| \| AP \| 12 \| \| Herbert Harrigan, Mikiah \| 188 cm \| 68 kg \| 21-08-1998 \| South Carolina \| \| C \| 15 \| \| McCowan, Teaira \| 204 cm \| 108 kg \| 28-09-1996 \| MSU Bulldogs \| \| AP \| 20 \| \| Siegrist, Maddy \| 188 cm \| 79 kg \| 22-05-2000 \| Villnova \| \| G/AP \| 21 \| \| Carrington, DiJonai \| 180 cm \| 79 kg \| 8-01-1998 \| Baylor \| \| G \| 23 \| \| Yamamoto, Mai \| 165 cm \| 58 kg \| 23-10-1999 \| [[]] \| \| G \| 24 \| \| Ogunbowale, Arike \| 173 cm \| 75 kg \| 2-03-1997 \| Notre Dame \| \| G/AP \| 25 \| \| Forbes, McKenzie \| 183 cm \| 79 kg \| 23-06-2000 \| Southern California \| \| G \| 52 \| \| Harris, Tyasha \| 178 cm \| 67 kg \| 1-05-1998 \| South Carolina \| \| G \| 5 \| \| Bueckers, Paige \| 183 cm \| 64 kg \| 20-10-2001 \| Connecticut \| | Allenatore - Latricia Trammel Assistente/i - Brandi Poole Legenda - (C) Capitano - (FA) Free agent - (S) Sospeso - Infortunato Roster · Ultima transazione: 7 gennaio 2023 |                        |                          |         |        |              |                     |
| Pos. | Num. | Naz.                   | Nome                     | Altezza | Peso   | Data nascita | Provenienza         |
| AG | 1 | Stati Uniti (bandiera) | SMITH, NaLyssa           | 193 cm  | 83 kg  | 8-08-2000    | Baylor              |
| AP | 2 | Stati Uniti (bandiera) | Hines-Allen, Myisha      | 188 cm  | 91 kg  | 30-05-1996   | Louisville          |
| AP | 4 | Stati Uniti (bandiera) | Holmes, Joyner           | 190 cm  | 90 kg  | 22-02-1998   | Texas Longhorns     |
| AP | 12 | Regno Unito (bandiera) | Herbert Harrigan, Mikiah | 188 cm  | 68 kg  | 21-08-1998   | South Carolina      |
| C | 15 | Turchia (bandiera)     | McCowan, Teaira          | 204 cm  | 108 kg | 28-09-1996   | MSU Bulldogs        |
| AP | 20 | Stati Uniti (bandiera) | Siegrist, Maddy          | 188 cm  | 79 kg  | 22-05-2000   | Villnova            |
| G/AP | 21 | Stati Uniti (bandiera) | Carrington, DiJonai      | 180 cm  | 79 kg  | 8-01-1998    | Baylor              |
| G | 23 | Giappone (bandiera)    | Yamamoto, Mai            | 165 cm  | 58 kg  | 23-10-1999   | [[]]                |
| G | 24 | Stati Uniti (bandiera) | Ogunbowale, Arike        | 173 cm  | 75 kg  | 2-03-1997    | Notre Dame          |
| G/AP | 25 | Stati Uniti (bandiera) | Forbes, McKenzie         | 183 cm  | 79 kg  | 23-06-2000   | Southern California |
| G | 52 | Stati Uniti (bandiera) | Harris, Tyasha           | 178 cm  | 67 kg  | 1-05-1998    | South Carolina      |
| G | 5 | Stati Uniti (bandiera) | Bueckers, Paige          | 183 cm  | 64 kg  | 20-10-2001   | Connecticut         |